# Il teorema della crisi – The Forecaster
Il teorema della crisi – The Forecaster (The Forecaster) è un documentario del 2014 diretto da Marcus Vetter e Karin Steinberger che racconta la vita e il lavoro di Martin A. Armstrong, imprenditore e mago della finanza.

## Trama
Martin Armstrong è un genio della finanza, progetta un modello matematico che può prevedere il futuro dell'economia mondiale. Grazie a questo modello è in grado di calcolare lo scoppio della crisi in Grecia, il lunedì nero del 1987, il crollo dell’indice Nikkei del 1990, il crack della Lehman Bros, persino lo scoppio della guerra. Quando alcuni grandi banchieri di New York gli chiedono di unirsi al gruppo per aiutarli a prendere il controllo della Russia, egli rifiuta l'offerta.Finché l'FBI non si presenta alla sua porta e lo sbatte in prigione accusandolo di frode, un arresto che sembra un pretesto per impedirgli di rivelare la sua ultima scoperta: che la prossima, devastante, crisi economica, inizierà il primo ottobre 2015.